# Laquet du Lac Glacé
Pour les articles homonymes, voir Laquette.
Le laquet du Lac Glacé est un  lac pyrénéen français situé administrativement dans la commune de Cauterets dans le département des Hautes-Pyrénées, dans le Lavedan en Occitanie.
Le lac a une superficie de 0,4 ha pour une altitude de 2 492 m.

## Toponymie
En occitan, en hydrographie  laquet  désigne un petit lac.

## Géographie
Le laquet du Lac Glacé est  un lac naturel situé dans l'enceinte du parc national des Pyrénées, dans la vallée de Lutour.

### Topographie
|                                | Lac Couy (2 445 m)                   | Lac de Malh Arrouy (2 584 m) Col de Malh Arrouy (2 745 m) |
| Col d'Estom Soubiran (2 652 m) | laquet du Lac Glacé                  | Lac d'Aspé (2 689 m)                                      |
|                                | Lac Glacé d'Estom-Soubiran (2 565 m) |                                                           |

### Hydrographie
Le lac est alimenté par les eaux ramassées du cirque d'Estom Soubiran et du gave d'Estom Soubiran et a pour émissaire le même gave.

## Protection environnementale
Le lac est situé dans le parc national des Pyrénées.

## Voies d'accès
Le laquet du Lac Glacé est accessible par le versant nord depuis l'hôtellerie de la Fruitière par le sentier du lac d'Estom et son refuge, prendre le sentier d'Estom Soubiran en longeant le gave d’Estom Soubiran.
Par le versant est, par la vallée de Cestrède depuis le parking aux granges de Bué, suivre l'itinéraire du lac de Cestrède puis suivre vers le lacot d'Era Oule (2 296 m) et passé par le col de Malh Arrouy (2 745 m).